# Ya no quedan más cojones, Eskorbuto a las elecciones
Ya no quedan más cojones, Eskorbuto a las elecciones es el primer EP del grupo punk vasco Eskorbuto. El título es una referencia a una idea que tuvo la banda de presentarse como partido político y conseguir las firmas necesarias para ello, pero dicho proyecto no prosperó.[cita requerida]

## Grabación y contenido
Esta grabación busca recuperar las primeras canciones de la banda, por las cuales se les aplicó la Ley Antiterrorista en 1983, también incluyendo material nuevo. En 1996, Discos Suicidas reedita este EP junto a las canciones de Zona Especial Norte.
Al mismo tiempo, sale un sencillo titulado Eskorbuto Al parlamento, un vinilo de 7" con "Ya no quedan más cojones (Eskorbuto a las elecciones)" y "La sangre, los polvos, los muertos", que luego fue reeditado en 2011.

## Canciones
- Todas las canciones fueron escritas por Iosu Expósito, Juanma Suárez y Pako Galán.

Lado A
1. "Ya No Quedan Más Cojones, Eskorbuto A Las Elecciones" - 4:22
2. "Escupe A La B..." - 1:58
3. "Cuando Los Dinosaurios Dominaban La Tierra" - 2:13

Lado B
1. "La Sangre, Los Polvos, Los Muertos" - 4:25
2. "Maldito País" - 2:02
3. "Abajo La Ley" - 2:43

## Personal
Eskorbuto
- Iosu Expósito - Guitarra y voz.
- Juanma Suárez - Bajo y voz.
- Pako Galán - Batería.

Colaboradores
- Pablo Cabeza - Fotografías.
- Juantxu Rodríguez - Fotografías de la reedición.